# Open Your Eyes (album)
Open Your Eyes – piętnasty album studyjny grupy Yes, wydany w 1997 roku.

## Lista utworów
Wszystkie utwory: Jon Anderson/Steve Howe/Billy Sherwood/Chris Squire/Alan White
1. "New State of Mind" – 6:00
2. "Open Your Eyes" – 5:14
3. "Universal Garden" – 6:17
4. "No Way We Can Lose" – 4:56
5. "Fortune Seller" – 5:00
6. "Man in the Moon" – 4:41
7. "Wonderlove" – 6:06
8. "From the Balcony" – 2:43
9. "Love Shine" – 4:38
10. "Somehow, Someday" – 4:47
11. "The Solution" – 5:28

## Skład
- Jon Anderson – wokal
- Chris Squire – bas, wokal
- Steve Howe – gitary, wokal
- Billy Sherwood – instrumenty klawiszowe, gitara, wokal
- Alan White – perkusja